# Ouragan Mitch
L'ouragan Mitch fut le deuxième plus meurtrier et l'un des plus puissants ouragans enregistrés dans le bassin Atlantique, avec des vents atteignant 290 km/h. Mitch était le treizième cyclone tropical, le neuvième ouragan, et le troisième ouragan majeur de la saison cyclonique 1998. À l'époque, Mitch était l'ouragan du bassin Atlantique le plus fort jamais observé au mois d'octobre, depuis dépassé par l'ouragan Wilma durant la saison cyclonique 2005. Il fut alors aussi classé comme le quatrième ouragan atlantique le plus intense depuis que sont enregistrées des données météorologiques, bien qu'il soit passé à la septième place depuis.
Mitch fut particulièrement meurtrier et dévastateur. Il aura laissé plus de 900 millimètres de pluies en Amérique centrale avec un rapport non officiel de 1 900 millimètres, ce qui fit plus de 19 000 morts et disparus. Les dommages sont évalués à plus de 6 milliards de dollars américains de 1998.

## Évolution météorologique

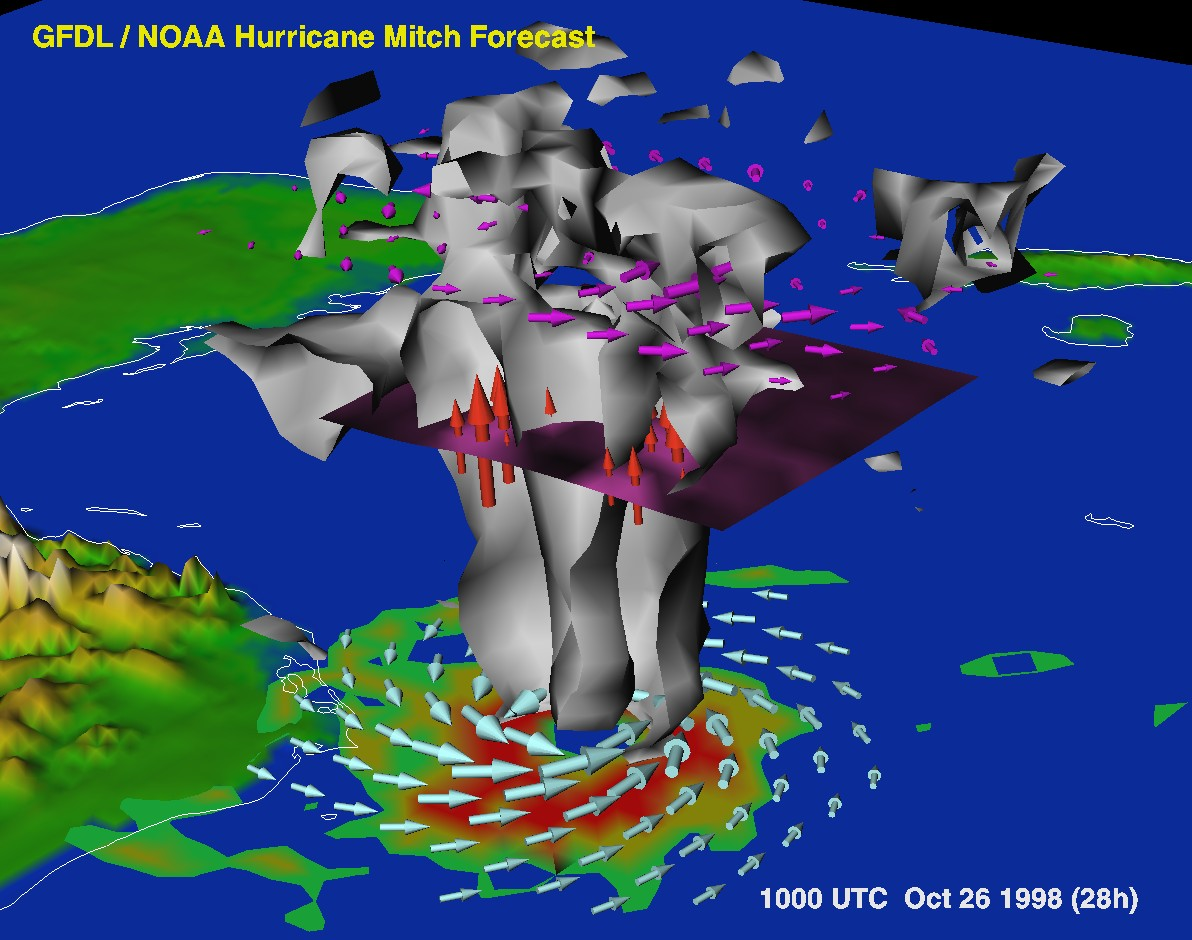
Coupe verticale de l'ouragan Mitch.

Une onde tropicale, alors très au sud, traverse la côte africaine le 10 octobre. Elle était passée auparavant aux environs d'Abidjan le 8 octobre, et avait traversé la partie sud de l'Afrique de l'Ouest durant les 8 et 9 octobre. Elle se déplace alors vers l'est dans l'Atlantique tropical. Les vents d'altitude ne sont alors pas favorables, et l'onde tropicale ne s'organise pas. Elle arrive dans l'est de la mer des Caraïbes le 18 et 19 octobre. Son apparence commence alors à s'améliorer et arrive dans le sud de la mer le 20, poursuivant son renforcement. Le 21 octobre, une reconnaissance aérienne est envoyée. Une circulation de surface de faible diamètre est trouvée, avec une pression de 1 001 hPa. Sur cette base, on estime que la dépression tropicale Treize s'est formée le 22 octobre à 0 h UTC sur le sud-ouest de la mer des Caraïbes à environ 360 km au sud de Kingston (Jamaïque).
La dépression tropicale est alors déjà proche du statut de tempête tropicale. Pourtant, une dépression d'altitude au nord est de Treize, aux environs d'Hispaniola, maintient un cisaillement du vent et elle n'atteint le statut de tempête tropicale que le 22 octobre 18 h UTC sous le nom de Mitch. Elle est alors à environ 415 kilomètres au sud-est de l'île San Andres avec une circulation particulièrement petite, puisque les vents les plus forts ne s'étendent qu'à 15 kilomètres du centre, et que les vents de force tempête tropicale ne s'étendent pas à plus de 93 kilomètres.
Initialement, l'intensification fut limitée par une dépression qui créait un vent de cisaillement vertical au-dessus de la tempête tropicale. Quand la tempête dévia vers le nord, le cisaillement diminua, et la tempête commença alors à se renforcer fortement. Mitch, alors à 255 km au sud de la Jamaïque, atteignit le statut d'ouragan le 24 octobre. Les eaux chaudes et les courants forts ont ensuite rapidement renforcé l'ouragan. Du 24 au 25 octobre, la pression centrale perdit 52 hPa en 24 h seulement. L'après-midi du 26 octobre, Mitch atteignit l'intensité maximum de catégorie 5 avec des vents de 290 km/h et une pression de 905 hPa, une des pressions les plus faibles jamais enregistrées dans un ouragan atlantique et la plus basse jamais observée dans un ouragan d'octobre dans ce bassin. L'ouragan était alors centré à environ 50 km au sud-est des îles Swan.
Le 27 octobre, Mitch commença à s'affaiblir progressivement tout en bougeant lentement vers l'ouest puis vers le sud-ouest et le sud vers les îles Bay au large des côtes du Honduras. À partir de 0 h UTC le 28 octobre, l'ouragan faiblit lentement, sa circulation interagissant avec la masse continentale. Ainsi, de la mi-journée du 27 octobre à tôt le 29, la pression centrale a augmenté de 59 hPa. Errant près de la côte jusqu'en fin de journée du 28 octobre, il toucha enfin la côte à environ 70 km à l'est de La Ceiba (Honduras) en matinée du 29 octobre, avec vents de surface estimés à 70 nœuds (130 km/h) et une pression centrale de 987 hPa.
Mitch se dirigea ensuite lentement vers le sud, puis au sud-ouest et à l'ouest, traversant le Honduras et redevenant une tempête tropicale le 30 octobre et une dépression tropicale avant 18 h UTC le 31 octobre. Avec un déplacement lent de moins de 10 km/h pendant une semaine. le système a déversé 900 mm de pluie ou plus, principalement au Honduras et au Nicaragua. La grande chaîne de montagnes est-ouest, avec des sommets approchant 3 km, couvrant cette partie de l'Amérique centrale ayant aidé à rehausser ces totaux et provoqué des inondations et des coulées de boue. Bien que le centre de circulation de surface de Mitch se soit dissipé près de la frontière Guatemala–Mexique le 1er novembre, la circulation restante en altitude a continué de produire localement de fortes précipitations sur d'autres régions de l'Amérique centrale et de l'est du Mexique au cours des jours suivants.
Le 2 novembre, l'onde restante est repassée dans la baie de Campêche et est redevenue une tempête tropicale le 4 novembre à 130 nmi (241 km) au sud-ouest de Merida (Mexique). Peu de temps après, elle a touché terre sur le nord-ouest de la péninsule du Yucatán avant de retourner en mer dans le golfe du Mexique. La tempête a commencé à accélérer vers le nord-est en interaction avec une zone frontale. Mitch a touché terre pour une troisième fois le matin du 5 novembre au sud-ouest de la Floride, près de Naples, avec des vents maximums soutenus estimés de 55 nœuds (102 km/h). La tempête a continué à se déplacer rapidement vers le nord-est et au milieu de l'après-midi est passée au large du sud-est de la Floride et est devenu un cyclone extra-tropical. Celui-ci a accéléré vers le nord-est dans l'Atlantique nord du 6 au 9 novembre.

## Préparatifs

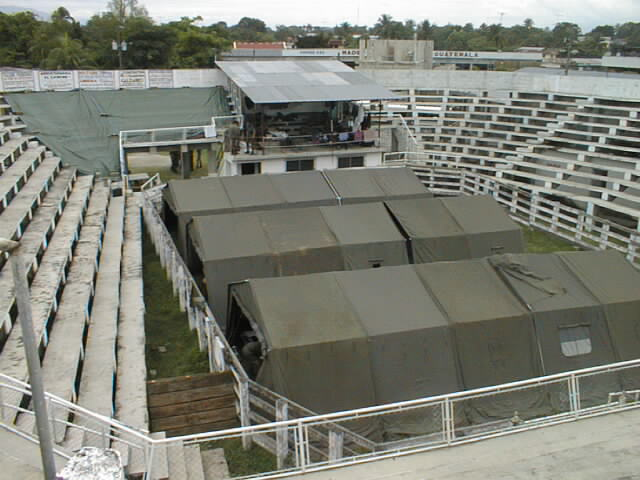
Base avancée du RSMA de Martinique à Morales

En restant à l'ouest de la mer des Caraïbes, l'avenir de Mitch était très incertain, le National Hurricane Center américain a alors averti les populations aux alentours de la zone tout en leur demandant de surveiller l'ouragan. Seulement 2 jours avant qu'il ne frappe les côtes, il restait une possibilité pour l'ouragan d'épargner le Honduras et de frapper le Guatemala ou le Belize. De plus, le National Hurricane Center aura des difficultés à contacter les gouvernements locaux. À cause de l'incertitude, les gouvernements ont officiellement émis des alertes cycloniques pour toute la région s'étendant de la frontière Honduras/Nicaragua jusqu'au Belize, seulement 2-3 jours avant qu'il ne touche les côtes.

## Impacts
L'ouragan Mitch est le second plus meurtrier dans le bassin de l'Atlantique nord après le Grand ouragan de 1780 et devant l'ouragan de Galveston en 1900. Plus de 9 000 personnes sont mortes officiellement, dans les inondations et les coulées de boue, mais une estimation place ce nombre à près de 20 000 en comptant les disparus. La plupart de ceux-ci se retrouvent en Amérique centrale, principalement au Honduras et au Nicaragua.

### Amérique centrale
À cause de sa faible vitesse entre le 29 octobre et le 3 novembre, l'ouragan Mitch a déversé des quantités historiques de précipitations au Nicaragua et en Honduras ; les pluies sont estimées à environ 1 900 mm. Les inondations sont responsables de dégâts chiffrés à plus de 6 milliards (USD 1998, 8 milliards de dollars 2016).

#### Honduras
|           | Précipitations totales (mm) |
| --------- | --------------------------- |
| Choluteca | 911,6                       |
| La Ceiba  | 876,8                       |
| Balfate   | 671,3                       |
| Tela      | 565,4                       |
| Yoro      | 520,4                       |

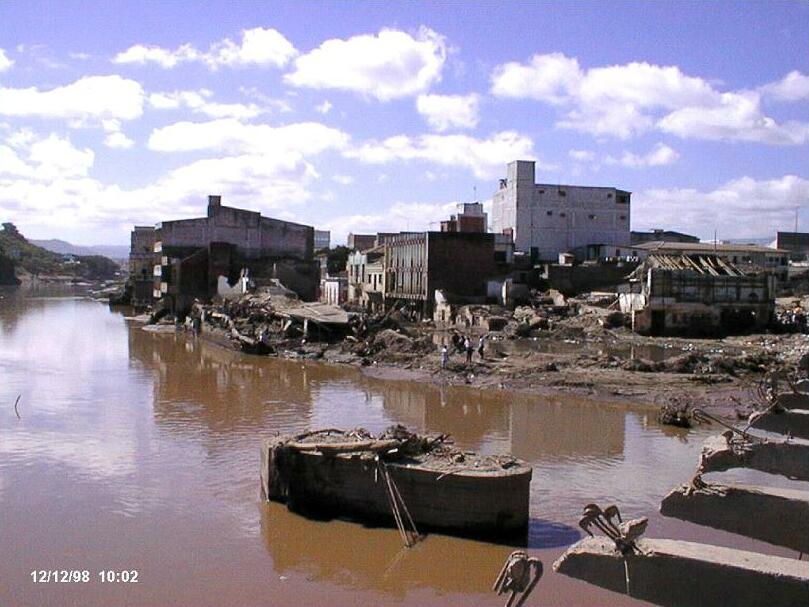
Photo de Tegucigalpa, capitale du Honduras, après le passage de Mitch.

Le Honduras fut le plus durement touché. C’est en effet dans ce pays que l’ouragan était à l’apogée de sa puissance. Le bilan humain est de 6 600 morts de la catastrophe et 8 052 personnes disparues. Quant aux dégâts causés, 92 ponts et 70 000 habitations ont été partiellement ou complètement détruits. Il n'existe pas de cartographie officielle des précipitations. Ces quelques données permettent cependant de se rendre compte de la violence des précipitations. La ville de San Pedro Sula, capitale économique du pays, se retrouve sous un mètre d'eau, et son aéroport est gravement endommagé.

#### Nicaragua
Lorsque l’ouragan Mitch a frappé le Nicaragua, l'un des pays les plus pauvres d’Amérique centrale, des affaissements de terrains et inondations ont eu lieu dans tout le pays et des dizaines de villages disparurent sans laisser de trace. Les pluies torrentielles vont remplir le cratère du volcan Casita qui va former un lac, avant de s'effondrer sous la pression des eaux le 30 octobre engendrant d’importantes inondations et torrents de boue dans dix communautés. Le lahar qui en résulta tuera 2 000 personnes et près de 867 752 personnes durent être déplacées. 2 362 morts et 970 personnes disparues sont dénombrés. Le bilan des dégâts matériels est un peu moins élevé qu’au Honduras mais reste tout de même assez important; 71 ponts détruits ou endommagés, 70 % de routes impraticables et 30 000 maisons ont été totalement ou partiellement détruites. De plus, les constructions précaires ont été emportées par les flots ou la boue. Au niveau de l’agriculture, le pays s’en sort bien quoique 10 % de la récolte de café, principal produit d’exportation, aient été anéantis.

#### Guatemala

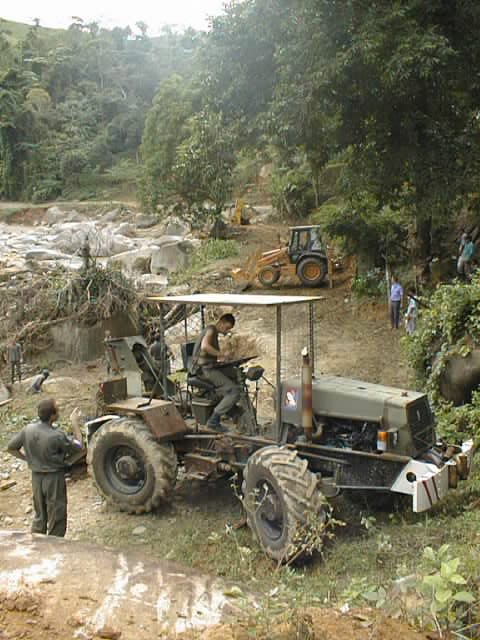
Des militaires français en train de rétablir une route près de Morales.

Avec le passage de l’ouragan Mitch, des précipitations catastrophiques engendrent d’importantes inondations au Guatemala également. 5 969 personnes furent évacuées préventivement. C’est le nord-est du pays qui a été le plus sévèrement touché par Mitch. Au 9 novembre, 258 tués et 120 disparus sont dénombrés ainsi que 723 581 personnes encore en difficultés. Les dégâts matériels sont moins importants qu'au Honduras et au Nicaragua, 32 ponts, 40 routes et 19 000 habitations ont été détruits ou endommagés. Concernant l’agriculture, 95 % de la production nationale de banane sont détruits, entre 25 et 60 % pour le maïs, le haricot, le café et la canne à sucre. On constate aussi une perte de 30 % du bétail.

## Aide humanitaire
Des procédures d’aides ont rapidement été mises en place. Le défi était d’une rare ampleur pour les organismes de secours, les gouvernements et les organisations d’assistances. En tout, près de 1,3 million de personnes ont dû être évacuées et secourues.

### Cuba
Cuba a offert aux pays touchés ses médecins et infirmiers pour travailler dans le cadre des programmes intégraux de santé. La République dominicaine, le Honduras, le Guatemala, le Nicaragua, Haïti et le Belize ont accepté cette proposition. Le président du Nicaragua, le conservateur Arnoldo Alemán, avait cependant commencé par refuser l'aide cubaine.

### Forces armées françaises

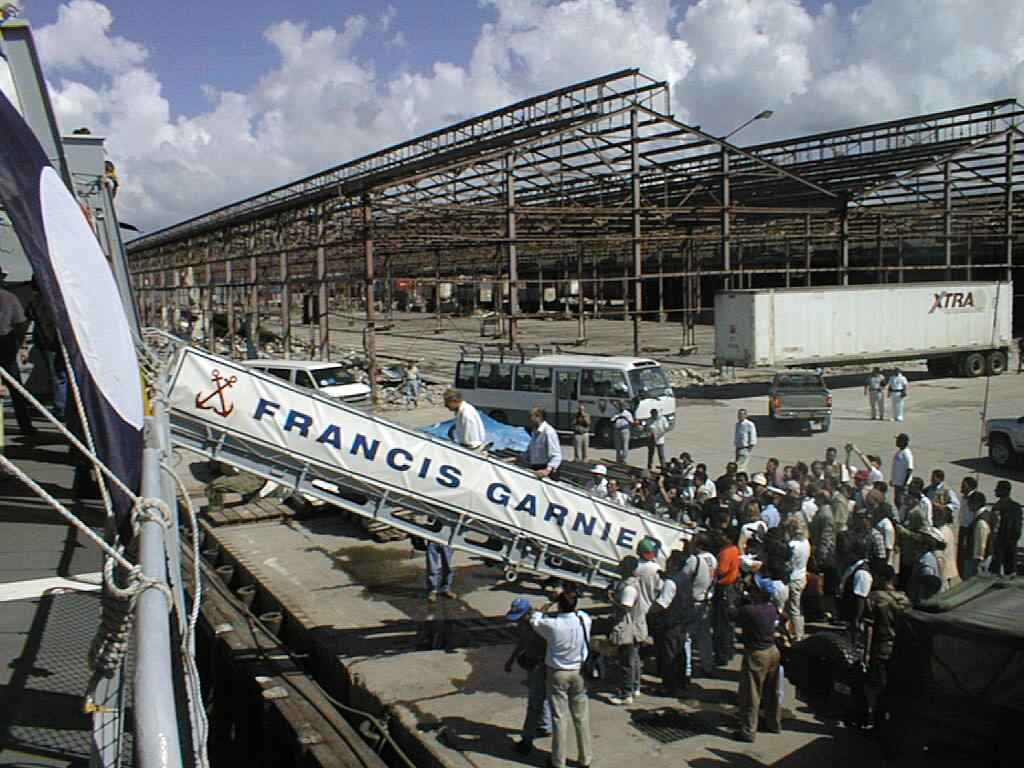
À l'arrière-plan de l'échelle de coupée, les hangars du port de commerce de Puerto Barrios détruits par Mitch.

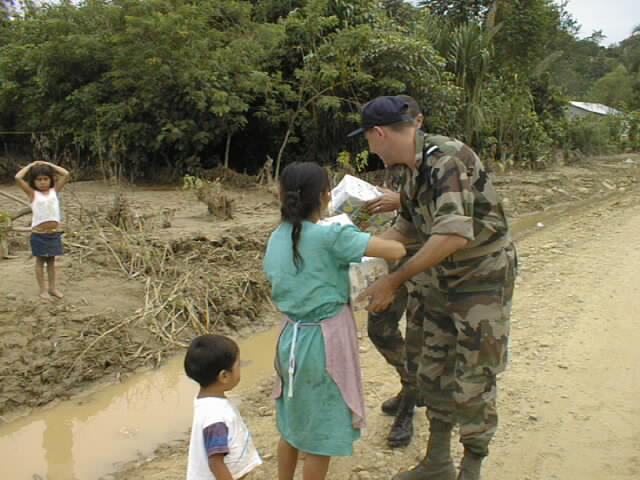
Distribution de nourriture aux victimes de Mitch.

Dans le cadre de l'opération Cormoran, les forces armées françaises (dont les forces armées aux Antilles) ont été déployées dans plusieurs pays d'Amérique centrale. La marine nationale a projeté en mer des Caraïbes le porte-hélicoptères Jeanne d'Arc et sa conserve la frégate Duguay-Trouin ainsi que le bâtiment de transport léger (Batral) Francis Garnier. Ce dernier, basé à Fort-de-France en Martinique, a appareillé avec deux cents tonnes de fret humanitaire (nourriture et matériaux de construction financés par le Ministère des Affaires étrangères, médicaments fournis par une organisation non gouvernementale) ainsi qu'avec une compagnie de génie constituée d'éléments du 1er régiment du service militaire adapté et du 33e régiment d'infanterie de marine (RIMa). Arrivé en premier sur zone, le Francis Garnier a opéré une rotation entre Puerto Barrios (Guatemala) et Puerto Cortés (Honduras) avant d'accoster à nouveau à Puerto Barrios pour servir de base arrière aux militaires de l'armée de terre, alors installés en base avancée dans les arènes municipales de Morales. La Jeanne-d'Arc et le Duguay-Trouin ont quant à eux été déroutés de leur croisière annuelle de formation des élèves-officiers (GEAOM) et ont dû traverser, dans l'océan Atlantique, le cyclone Mitch, subissant alors quelques dégâts. Sur place, les élèves-officiers médecins ont, avec le concours des moyens héliportés de la Jeanne-d'Arc, assuré des missions de soutien sanitaire aux populations. Des moyens de transport aérien ont également été engagés (C 160, Transall) ainsi qu'un important détachement de la sécurité civile comprenant plus de deux cents hommes et un hôpital de campagne, chargé notamment d'évaluer la situation sanitaire. L'engagement des forces armées françaises a donné lieu à des auditions parlementaires qui ont été consignées en annexe d'un rapport de l'Office parlementaire d'évaluation des choix scientifiques et technologiques. Selon ce rapport, au plus fort de l'opération Cormoran, plus d'un millier de militaires français ont été engagés.

### Croix-Rouge
La Croix-Rouge a fourni une aide massive. En tout, ce sont plus de 8 000 volontaires de la Croix-Rouge qui ont été mobilisés par les sociétés nationales d’Amérique centrale. L’aide se traduit par la construction d’abris, l’apport de services de premiers secours, de l’eau potable, de la nourriture, des vêtements, des couvertures, des médicaments et autres articles de première nécessité. Des fournitures sanitaires, articles d’hygiène, équipements pour approvisionnement en eau et son assainissement ont été expédiés par avion depuis l’Europe et l’Amérique du Nord. On constate aussi des dons en espèces et du personnel mobilisé par les sociétés nationales de la région, des collectes de vêtements et de nourritures par les églises et les commerçants locaux. De nombreux problèmes de coordination et de logistique entre les ONG furent perçus par les habitants comme une aide inappropriée[réf. nécessaire]. Mitch a rendu la population beaucoup plus vulnérable, la priorité a donc été de mettre en place un programme de reconstruction et de relèvement afin d’aider les communautés à retrouver leur autosuffisance et leur dignité et de réduire cette vulnérabilité. Une distribution de semences et d’outils aratoires a également été faite. Un programme de nourriture contre travail a aussi été mis en œuvre et administrés par la Croix-Rouge.

### Office of Foreign Disaster Assistance
L’USAID/OFDA (United States Agency for International Development/Office of Foreign Disaster Assistance) a joué un rôle essentiel dans l’aide humanitaire des pays touchés. Elle mobilise des moyens aériens (ponts aériens par hélicoptère). Dès le 29 octobre, elle met en place des procédures d’aide d’urgence, débloque des fonds d’urgence et du personnel de secours fut recruté. Elle apporte des moyens financiers pour l’eau, la santé, l’hygiène, la médecine, les logements et l’agriculture, le déploiement d’équipes de sécurité civile et du personnel médical. L’action se poursuit à long terme pour la reconstruction des territoires ravagés et ce financement conséquent a été assuré notamment par les États-Unis et l’Union Européenne.